# Porcellionides ghigii
Porcellionides ghigii là một loài chân đều trong họ Porcellionidae. Loài này được Arcangeli miêu tả khoa học năm 1932.